# Tequus munroi
Tequus munroi – gatunek błonkówki z rodziny Pergidae.

## Taksonomia
Gatunek ten został opisany w 1980 roku przez Davida Smitha pod nazwą Acordulecera munroi. Jako miejsce typowe podano boliwijskie miasto Sucre. Holotypem była samica. W 1990 roku autor opisu przeniósł ten gatunek do rodzaju Tequus. 

## Zasięg występowania
Ameryka Południowa, znany jedynie z Boliwii.

## Biologia i ekologia
Roślinami żywicielskimi są gatunki  z rodzaju psianka, w tym ziemniak.